# Cratichneumon louisianae
Cratichneumon louisianae är en stekelart som beskrevs av Heinrich 1977. Cratichneumon louisianae ingår i släktet Cratichneumon och familjen brokparasitsteklar. Inga underarter finns listade i Catalogue of Life.